# Julien Bismuth
 (juin 2025).
Motif : Insuffisance en matière de sources secondaires requises. Cf WP:CAA 
- Archive Wikiwix
- Bing
- Cairn
- DuckDuckGo
- E. Universalis
- Gallica
- Google
- G. Books
- G. News
- G. Scholar
- Persée
- Qwant
- (zh) Baidu
- (ru) Yandex
- (wd) trouver des œuvres sur Wikidata

| 1. | Préciser le motif de la pose du bandeau. | Précisez le motif de la pose du bandeau en utilisant la syntaxe suivante : {{admissibilité à vérifier\|date=juin 2025\|motif=remplacez ce texte par le motif}}                      |
| 2. | Informer les utilisateurs concernés.     | Pensez à avertir le créateur de l'article, par exemple, en insérant le code ci-dessous sur sa page de discussion : {{subst:avertissement admissibilité à vérifier\|Julien Bismuth}} |

 (mars 2018).
Pour les articles homonymes, voir Bismuth.
Julien Bismuth (né en 1973, Paris) est un artiste contemporain français. Il vit et travaille maintenant à New York.

## Biographie
Julien Bismuth naît en 1973 à Paris.
Il vit et travaille entre New York et Paris.
Il publie une série de 9 livres chez Devonian Press, une maison d'édition qu'il a fondée avec Jean-Pascal Flavien.

## Expositions récentes
2008
- Julien Bismuth, The Box LA, Los Angeles, États-unis
- Julien Bismuth - Unbestimmte Stellen, Layr:Wuestenhagen Contemporary, Vienne, Autriche

2007
- Monologues for Minerals, 1.1 (Salt Flat / Radio Stück), Galerie Parisa Kind, Francfort, Allemagne
- Dangling Man, (exposition collective), Office Baroque Gallery, Antwerp, Belgique
- La Boum, (exposition collective), Layr Wuestenhagen Contemporary, Vienne, Autriche
- A point in space is a place for an argument, (exposition collective), David Zwirner, New York, États-unis
- Welcome to My World, (exposition collective), Alexandre Pollazzon, Ltd, Londres, Grande-Bretagne

2006
- Les Tristes; a particular sequence of varying pitch, tone or stress, Galerie Parisa Kind, Francfort, Allemagne (en collaboration avec Lucas Ajemian)
- Marchand d’oubli, Galerie Georges-Philippe et Nathalie Vallois, Paris, France
- Devonian Press: Books and Limited Editions (en collaboration avec Jean-Pascal Flavien), A&M Bookstore, Milan, Italie; Barbara Wien Gallery, Berlin, Allemagne
- Nice Art, curateur: Axel Huber (exposition collective), Lahr, Allemagne

2005
- International Laundry, (exposition collective), Galerie Parisa Kind, Francfort, Allemagne

1999
- Untitled (Props in Rotation), S.O.S. Gallery, Los Angeles, États-unis
- Tri-Annuale: Part I, (exposition collective), Los Angeles Contemporary Exhibitions, Los Angeles, États-unis

## Performances
2017
- Centre national d'art et de culture Georges-Pompidou[2]

2006
- Dipshitz, Art Basel Miami Beach, Miami, États-unis (en collaboration avec Palme d’Or)
- Palme D’Or Television, Frankfurt Art Fair, Frankfurt, Germany (en collaboration avec Lucas Ajemian, Mike Bouchet, Sebastien Clough, Christian Jankowski et Seth Williamson).

2005
- Announcement, Confucius Square, New York, (en collaboration avec Jean-Pascal Flavien et Giancarlo Vulcano et The Occasion Band)

2003
- Space: A Lecture, Michelle Maccarone Gallery, New York, États-unis

2000
- A Hidden Object, Independent Performance Space, Los Angeles, États-unis (en collaboration avec Jean-Pascal Flavien)
- Untitled (Whales), Independent Performance Space, Los Angeles, États-unis (en collaboration avec Jean-Pascal Flavien)

1999
- Comfort Table, S.O.S. Gallery, Los Angeles, États-unis(en collaboration avec Mike Bouchet)

## Prix
- 2003-2005 Kahler Grant, Princeton University
- 2001-2005 Graduate School Summer Stipend for Research Abroad, Princeton University
- 1999 Los Angeles Contemporary Exhibitions
- 1994 Foundation for Art Ressource Art, Los Angeles
- 1993 Visual Arts Department Award, UCLA
- 1991-1994 National Merit Scholarship